# Roberto Gómez Fernández
Roberto Gómez Fernández (Cidade do México, 14 de março de 1964), mais conhecido como Roberto Gómez Jr., é um produtor, diretor, artista, ator e comediante mexicano. Ele é o filho mais novo de Roberto Gómez Bolaños "Chespirito" e Graciela Fernández.
É o produtor das séries animadas "El Chavo Animado" e "El Chapulín Colorado Animado", além de telenovelas como "Locura de Amor", "Alma de Hierro", "Para Volver a Amar" e "El Color de la Pasión", entre outras. Após a saída de Jorge Gutiérrez Zamora da locução nos programas "El Chavo del Ocho" e "El Chapulín Colorado" em 1979, ele participou do programa "Chespirito" como ator de forma recorrente em 1984 e 1985. Posteriormente, atuou como produtor (e ocasionalmente como locutor da introdução, antes de Gabriel Fernández e Rubén Aguirre) junto com seu tio Horacio Gómez Bolaños nos anos seguintes até o fim do programa. Em 15 de setembro de 2020, foi anunciado o término de sua relação com a Televisa, após 39 anos de colaboração profissional.

## Biografia
Roberto passou a ser conhecido na televisão no princípio da década de 80 aproximadamente em 1982, onde atuou junto com seu pai e outros atores solos no seriado Chespirito, onde diferentes personagens seu pai interpretava como o Chapulín Colorado, o Chaves, o Doctor Chapatín, o Jaiminho, o Carteiro, o Professor Girafales entre outros.
Aprendeu tudo no seriado Chaves, já que atores como seu pai, Roberto Gómez Bolaños, María Antonieta de las Nieves, Florinda Meza, Édgar Vivar e seu tio Horacio Gómez Bolaños, interpretavam aos grandes personagens infantis com o Chaves, Chiquinha, Popis, Nhonho e Godinez.
Roberto sendo o mais jovem no cenário solo interpretou personagens de idade adulta. No entanto, quando pela primeira vez entrava para trabalhar como ator na televisão, não chegou a atuar com Carlos Villagrán conhecido pelo famoso personagem Quico, porque anteriormente já havia se retirado do programa.
Seu primeiro casamento foi com Jimena, de quem se divorciou algum tempo depois, e com quem ele tem dois filhos. Posteriormente se casou com a atriz Chantal Andere, em abril de 2001 e se separam em 2006, eles não tiveram filhos juntos, em 2010 teve um relacionamento com a atriz Jessica Coch, e se casaram, no ano seguinte se separaram.
Roberto teve grande êxito sendo diretor da telenovela La dueña no ano de 1995, da qual foi produzida pela sua madrasta Florinda Meza, posteriormente como produtor ele teve sob seu comando telenovelas juvenis tais como Locura de amor (2000), El juego de la vida (2001) e Clap... el lugar de tus sueños (2003), também obteve grande sucesso produzindo a telenovela Alma de hierro de 2008 a 2009, que foi exibida em vários países do mundo.
Em 2006, Roberto Gómez Fernández produziu e estreou a série animada do Chaves, inspirada no seriado original de seu pai. A versão em desenho animado durou sete temporadas, até 2014. A série animada do Chaves não fez o mesmo sucesso da série original e recebeu muitas críticas dos fãs do seriado, que a consideraram muito infantil e sem a mesma graça da série, mas chegou a fazer algum sucesso entre as crianças, além de ter dado origem a vários novos produtos inspirados em Chaves. Em 2015, Fernández também produziu a série animada do Chapolin.
Em 2020, após quase 40 anos, Roberto Gómez Fernández deixou de trabalhar na rede de televisão mexicana Televisa.

## Trajetória

### Produtor
- Chespirito: Sem Querer Querendo (2025)
- Blue Beetle (2023)
- El Chapulin Colorado Animado (2015-2017)
- El Chavo Animado (2006-2014)
- La jefa del campeón (2018)
- El hotel de los secretos (2016)
- El color de la pasión (2014)
- Cachito de cielo (2012)
- Para volver a amar (2010)
- El Chavo Animado (2006-2009)
- Alma de hierro (2008-2009)
- Amor mío (2006-2008)
- Clap... el lugar de tus sueños (2003)
- El juego de la vida (2001-2002)
- Locura de amor (2000)
- No contaban con mi astucia (2000)
- Operalia (1994)

- Chespirito (1988-1995)

### Diretor
- Sueña Conmigo (2011)
- Siganme los buenos (2000)
- Ángela (1998)
- Alguna vez tendramos alas (1997)
- Azul (1996)
- La dueña (1995)
- María de nadie (1985)

Ator
- Programa Chespirito (1983-1988)

## Brasil
Roberto Gómez Fernández veio ao Brasil pela primeira vez em 2011, acompanhando o Show do Chaves Animado, um show musical baseado no desenho do Chaves e que veio do México para fazer algumas apresentações em São Paulo. Nessa ocasião, o Fernández deu uma entrevista para o Fórum Chaves, comunidade brasileira de fãs do seriado Chaves.
Em 2019, Roberto Gómez Fernández veio ao Brasil pela segunda vez, agora para assistir a peça Chaves - Um Tributo Musical, feita em homenagem a Roberto Gómez Bolaños. Nessa ocasião, Fernández também deu uma entrevista no programa The Noite com Danilo Gentili, no SBT.
Em 2024, Fernández veio ao Brasil pela terceira vez, para ver uma exposição em homenagem ao seu pai e ao seriado Chaves, em São Paulo.

## Premiações
| Año  | Categoría                  | Telenovela               | Resultado | Nota                            |
| ---- | -------------------------- | ------------------------ | --------- | ------------------------------- |
| 2017 | Melhor telenovela          | El hotel de los secretos | Indicado  |                                 |
| 2017 | Melhor elenco              | El hotel de los secretos | Indicado  |                                 |
| 2015 | Melhor elenco              | El color de la pasión    | Indicado  |                                 |
| 2015 | Melhor telenovela          | El color de la pasión    | Indicado  |                                 |
| 2011 | Melhor telenovela          | Para volver a amar *     | Venceu    |                                 |
| 2009 | Melhor telenovela          | Alma de hierro *         | Indicado  |                                 |
| 2008 | Melhor programa de comédia | Amor mío *               | Indicado  |                                 |
| 2007 | Melhor programa de comédia | Amor mío *               | Venceu    |                                 |
| 2001 | Melhor telenovela          | Locura de amor           | Indicado  | Juntamente com Giselle González |